# Šipačina
Šipačina (Servisch cyrillisch Шипачина) is een plaats in de Servische gemeente  Raška. De plaats telt 252 inwoners (2002).